# The Word
The Word (Lennon/McCartney) är en låt av The Beatles från 1965.

## Låten och inspelningen
Denna låt spelades in framåt midnatt 10 november 1965 och blev, trots det pressade schemat, ganska lyckad med en rad fina detaljer i ljudbilden. Man lät sig här inspireras av soul och texten är också intressant då den förutser hippiekulturen innan ordet hippie ens var myntat och ett och ett halvt år innan Summer of Love. Låten kom med på LP:n Rubber Soul, som utgavs i England 3 december 1965 och i USA 6 december 1965. 